# برایان کاردینال
برایان کاردینال (انگلیسی: Brian Cardinal؛ زادهٔ ۲ مهٔ ۱۹۷۷) بازیکن بسکتبال اهل ایالات متحده آمریکا است.

## حرفه
از باشگاه‌هایی که در آن بازی کرده‌است می‌توان به ممفیس گریزلیز، دالاس ماوریکس، گلدن استیت واریرز، باشگاه بسکتبال والنسیا، مینه‌سوتا تیمبرولوز، واشینگتن ویزاردز، و دیترویت پیستونز اشاره کرد.

## جوایز
وی در مسابقات کشوری و بین‌المللی در مجموع برندهٔ ۱ مدال طلا شده‌است.